# Battaglia di Meßkirch
La battaglia di Meßkirch fu combattuta il 5 maggio 1800 a Meßkirch, una cittadina del Baden-Württemberg, e vide fronteggiarsi le truppe francesi al comando del generale Jean Victor Moreau e quelle austriache, comandate dal generale Paul Kray. La battaglia, conclusasi con una vittoria francese, permise a Moreau di proseguire senza intoppi la propria campagna in Germania.

## Contesto storico

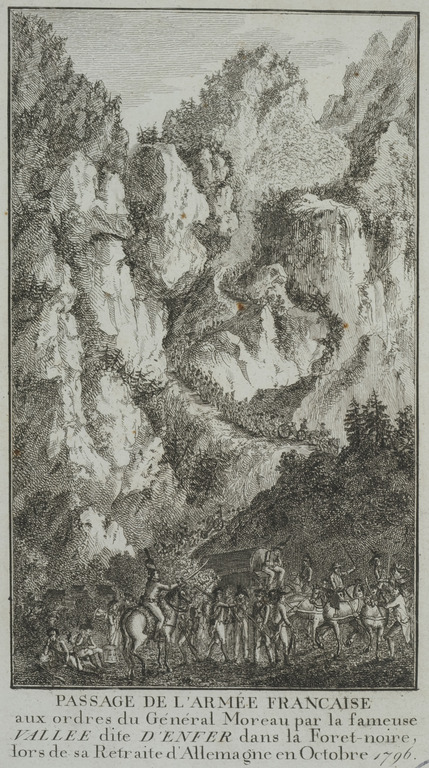
Passaggio dell'armata di Moreau nella Val d'Enfer nel 1796

Nel 1796 il generale Moreau era stato appuntato al comando delle truppe francesi in Germania, con il compito di superare le difese austriache e puntare a Vienna. Venuto a scontrarsi più volte con gli austriaci, principalmente con le truppe guidate dall'arciduca Carlo, la sua campagna vide risultati alterni e quando le vittorie iniziarono a giungere regolarmente, fu l'armistizio di Leoben, firmato nel 1797 dal generale Bonaparte, a fermare la sua corsa verso la capitale imperiale.
Due anni più tardi, all'inizio del 1799, la guerra tra la Francia e le altre potenze del continente riprese. Stavolta in Germania il comandante designato era Jourdan: avanzando incautamente nella Germania meridionale, il suo esercito si trovò impreparato e fu sconfitto due volte, ad Ostrach e a Stockach nel giro di pochi giorni. Demoralizzati, i francesi fecero ritorno dietro alle sponde del Reno, sostanzialmente rimanendo inattivi per il resto dell'anno.
Moreau, dopo aver passato sei mesi in Italia a combattere le forze alleate, aveva fatto ritorno in Francia, dove gli era stato promesso un posto di comando nelle armate destinate alla Germania. Insoddisfatto della condotta politica del Direttorio, durante il suo soggiorno a Parigi, decise di appoggiare il colpo di stato del rivale Bonaparte, rovesciando il governo francese e sostituendolo con il Consolato.

## Antefatti

### Il piano per la Seconda campagna d'Italia
Dovendo consolidare la propria posizione, Napoleone cercò di ottenere il consenso cercando di ottenere una vittoria decisiva sugli austriaci. Per questo motivo, aveva costituito, in gran segreto, una nuova armata a Digione, raggruppando circa 60000 uomini tra veterani e volontari. Il generale corso aveva in mente due piani alternativi per ottenere questo risultato:
- fondere le forze della nuova armata, la cosiddetta Armata di Riserva, con quelle dell'Armata del Danubio, destinate a combattere sul fronte tedesco, ed avanzare direttamente verso Vienna;
- scendere in Pianura Padana passando attraverso le Alpi ed intrappolare le armate austriache in Italia.

Sebbene il Primo console propendesse per la prima opzione, trovò ben poca collaborazione con Moreau, il quale si rifiutò di cedere il comando dell'armata che gli era stata affidata da Napoleone stesso solo pochi mesi prima. Si decise quindi a procedere con il secondo piano.

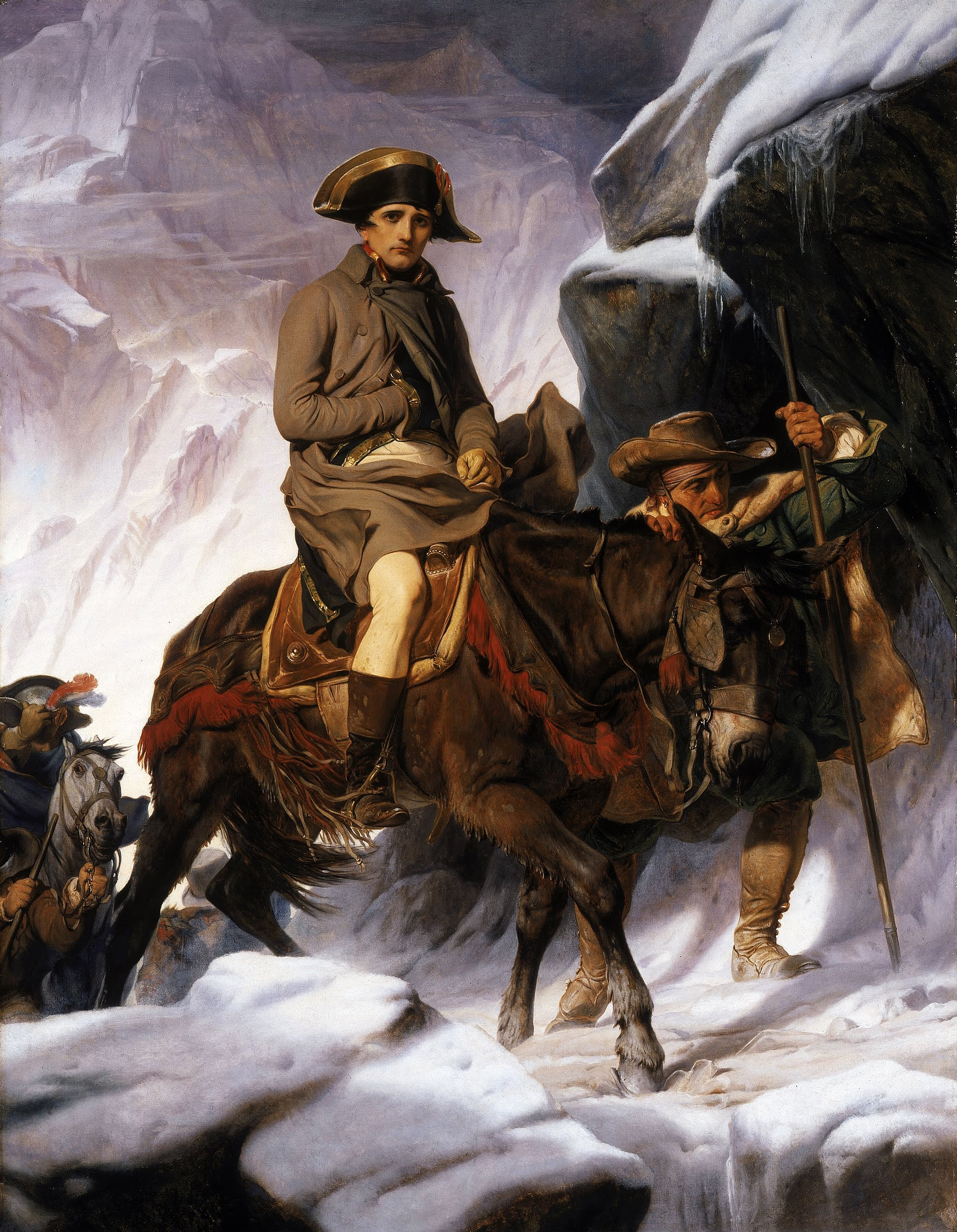
Napoleone attraversa le Alpi a dorso di un mulo

A mettere fretta ai francesi ci pensò il generale von Melas, che nell'aprile 1800 riuscì a separare le forze dell'Armata d'Italia, costringendo l'ala sinistra a difendere la linea del Var ed il resto dell'esercito a difendersi nella città di Genova, posta sotto assedio. Per poter intervenire in tempo utile per evitare che il fronte italiano crollasse, Napoleone aveva bisogno che Moreau intervenisse al più presto in Germania: avrebbe dovuto attraversare il Reno, sconfiggere le forze del generale Kray e, appena possibile, inviare un folto gruppo di rinforzi in Italia, per aiutare il console nella propria impresa.

### Attraversamento del Reno e la battaglia di Stockach
Moreau ci mise un paio di settimane prima di mobilitare la propria armata, ma alla fine, il 25 aprile, diede inizio alla manovra che lo avrebbe portato ad attraversare il Reno. Per prima cosa, attaccò il fianco settentrionale delle forze di Kray, distribuite lungo la Foresta Nera, facendo in modo che il generale austriaco pensasse che quella sarebbe stata la zona dove i francesi avrebbero passato in forze il fiume. Infatti, Kray rafforzò quel settore, indebolendo la zona più a sud: le forze francesi di Saint Suzanne, che al momento erano nei pressi di Strasburgo, marciarono a sud, verso Friburgo, mentre gli altri corpi d'armata attraversarono il fiume a Breisach e a Sciaffusa, punto d'incontro delle forze francesi. Kray si accorse dei veri intenti dei francesi quando ormai era troppo tardi per fermarli: il 29 di aprile i corpi di Moreau, Saint-Cyr e Saint Suzanne avevano già attraversato il Reno e stavano marciando verso Sciaffusa, mentre la divisione di Lecourbe avrebbe effettuato il passaggio del fiume il giorno seguente. L'obiettivo delle truppe francesi era chiaro: partendo dal Reno intendevano marciare verso nord, andando a catturare Ulma. Da questa città partivano le due strade principali che collegavano le forze di Kray con Ratisbona e Monaco di Baviera: prendendo Ulma, i francesi avrebbero reciso completamente le sue linee di comunicazione e rifornimento. Inoltre, lungo il loro percorso, a Stockach, i francesi avrebbero potuto catturare ed impossessarsi di alcuni magazzini nei quali erano stipate provviste e munizioni in abbondanza per l'armata austriaca.

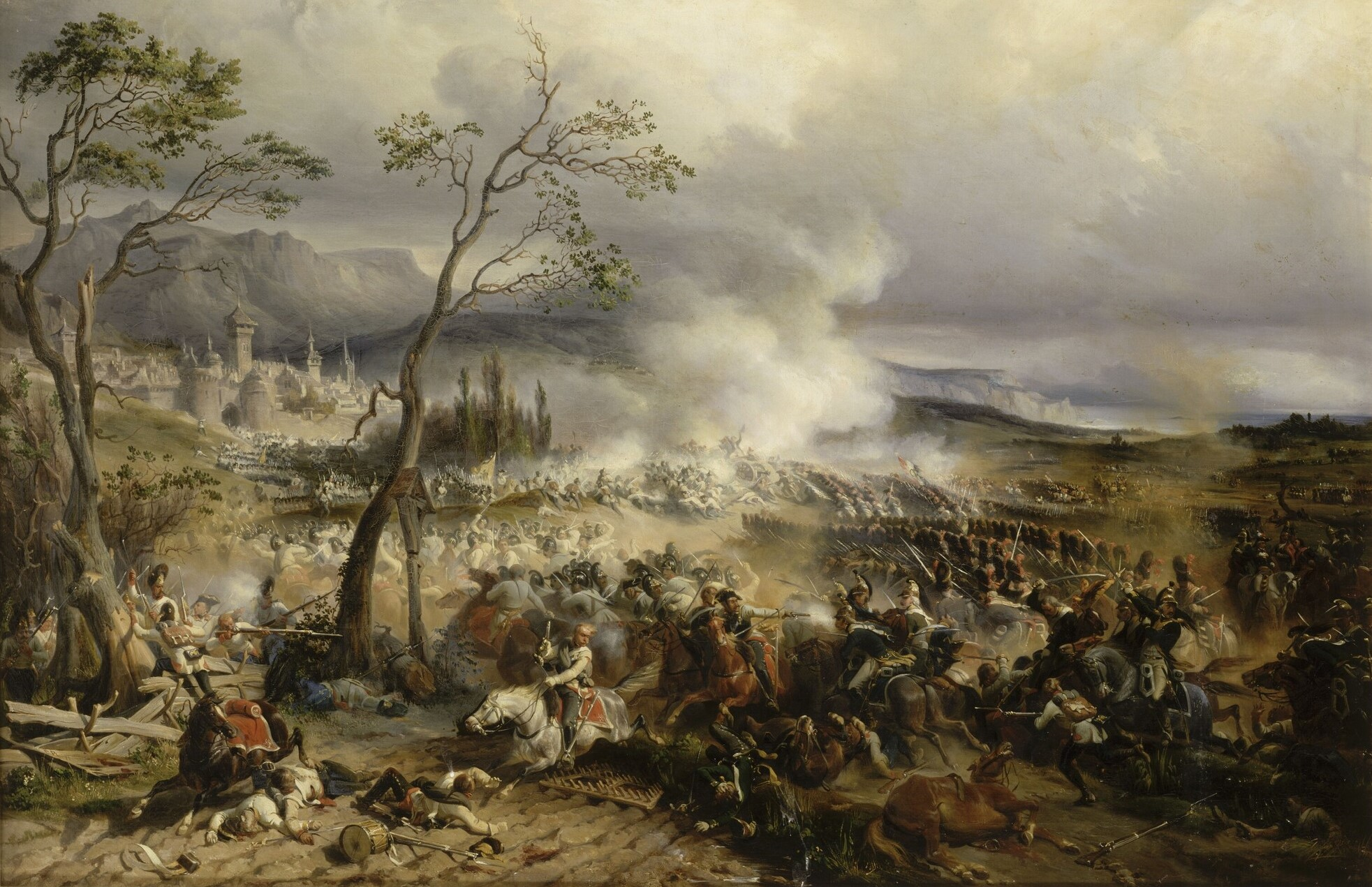
Battaglia di Stockach

Kray, compresa la pericolosa posizione in cui era messo, decise di provare a fermare i francesi a Stockach e ad Engen, prima che questi avanzassero ulteriormente. La battaglia iniziò con Lecourbe che, spostando i suoi uomini a Stockach, si impadronisce della città e dei suoi magazzini, sconfiggendo gli austriaci e costringendoli a retrocedere in direzione di Ulma. Non avendo ricevuto ulteriori ordini di inseguire gli austriaci a Messkirch, Lecourbe si fermò. Invece, ad Engen, dove si trovava Kray, il combattimento continuò per tutto il giorno, senza che vi fosse un reale vantaggio per una parte o per l'altra. Solo verso sera l'arrivo di Saint-Cyr spostò leggermente gli equilibri in favore dei francesi, sebbene lo scontro fosse ancora in sostanziale parità. Nella notte, giunta al comandante austriaco la notizia della caduta di Stockach, questi considerò seriamente la possibilità che i francesi potessero avanzare verso Ulma. Volendo evitare lo scenario, si ritirò con il resto delle sue forze verso Messkirch, Liptingen e Tuttlingen.
Kray intendeva radunare quante più forze possibili a Messkirch, dove aveva intenzione di confrontarsi nuovamente con i francesi. Aveva fatto richiamare le divisioni di Starray e Kienmayer, affinché lo raggiungessero il prima possibile. Moreau riposizionò le divisioni al suo comando, mentre attendeva l'arrivo di Saint Suzanne, che si era fatto strada attraverso la Foresta Nera.

## La battaglia

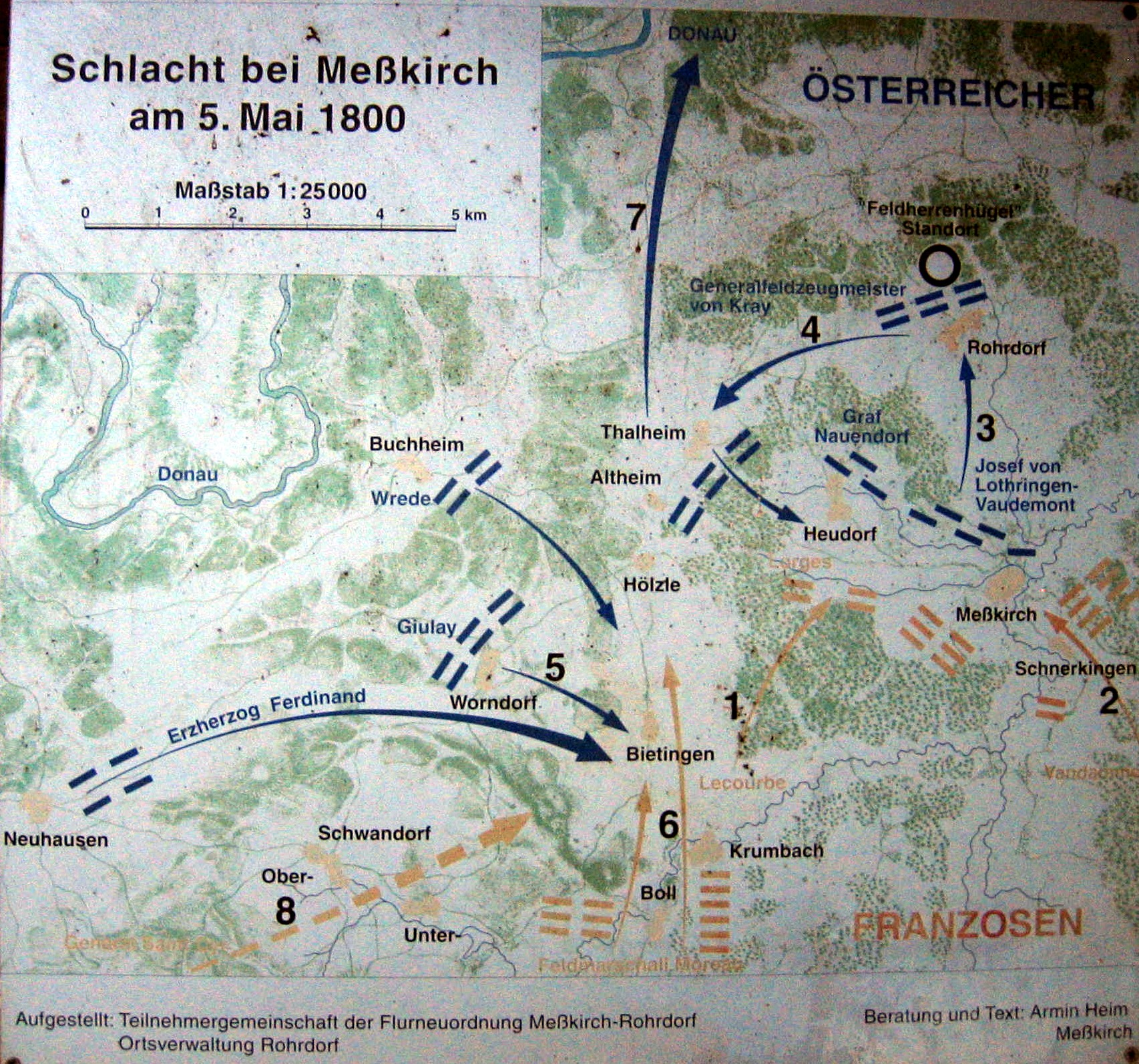
Schema della battaglia di Messkirch

Kray aveva trovato una posizione difensiva piuttosto forte. Le strade da Engen e Stockach si univano e proseguivano sino alla base dell'altopiano di Krumbach. Tale altopiano proseguiva verso sinistra e lasciava posto ad una lunga e fitta  serie di boschi, sulla cui destra sorgeva Messkirch e sulla sinistra Heudorf. Kray si posizionò esattamente al centro tra questi due villaggi; il principe di Lorena occupò i boschi di Brechtlingen con le sue forze leggere mentre la sua sinistra si trovava sul fiume Ablach; Nauendorf occupò Heudorf con il suo centro mentre l'arciduca Ferdinando si stabilì a destra di Buchheim. L'intera posizione era circondata da postazioni di artiglieria. Il quartier generale degli austriaci fu posto a Rohrdorf.
Moreau organizzò le sue forze come segue: Lecourbe avrebbe dovuto rinnovare il suo duello con le forze del principe di Lorena; le forze di Vandamme avrebbero dovuto avanzare attraverso Closterwald; quelle di Nansouty, d'Hautpoul e Montrichard avrebbero seguito la strada che parte da Stockach; Saint-Cyr avrebbe dovuto formare la sinistra, spostandosi da Liptingen mentre le forze di Bastoul, Richepanse e Delmas avrebbero costituito il corpo di riserva.

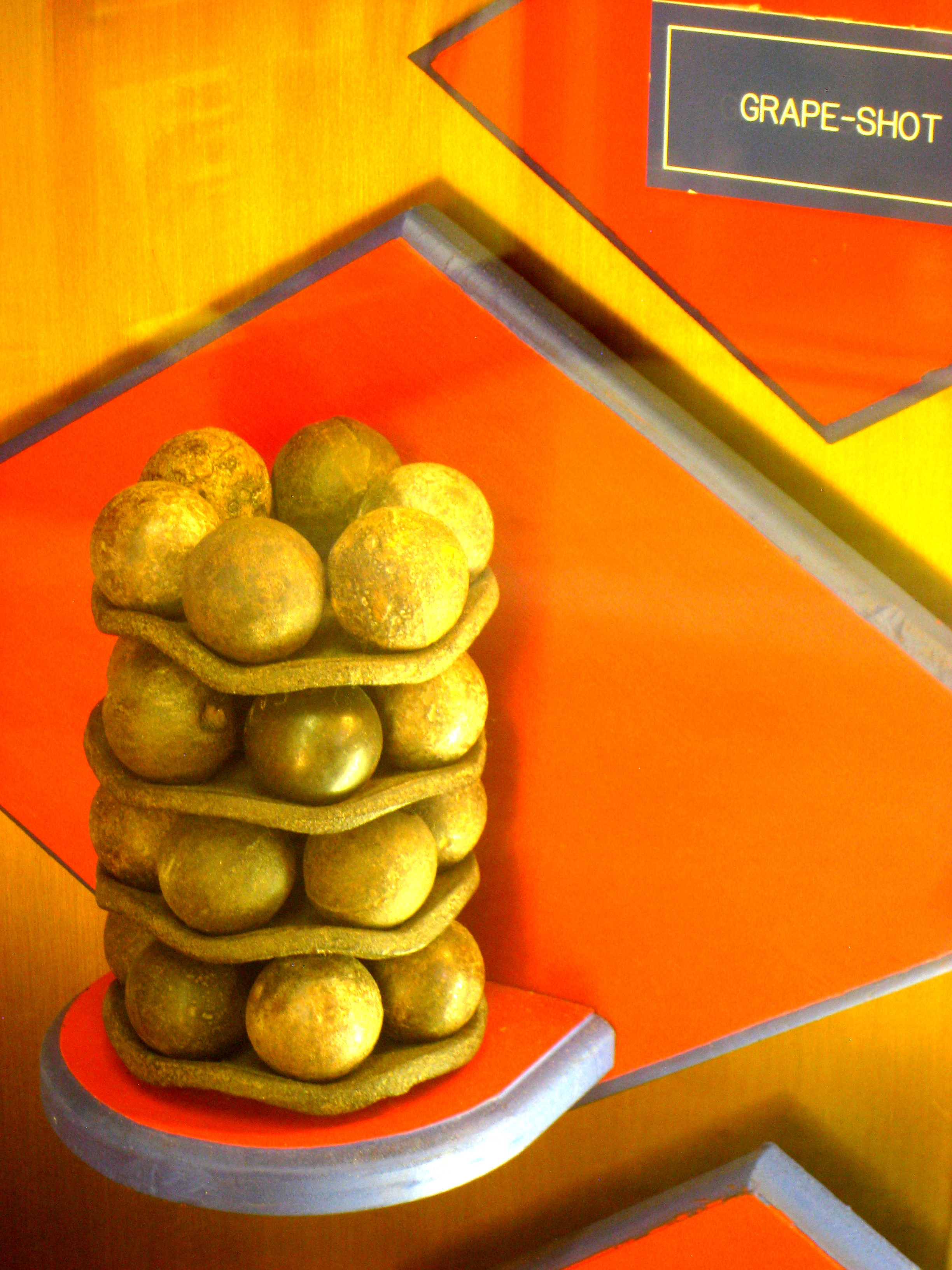
Bomba a grappolo della guerra civile americana

La mattina del 5 maggio, non appena sorse il sole, le forze francesi si misero in marcia. Kray, informato della cosa, fece preparare una batteria da 25 cannoni sulle alture di Krumbach, portando sul posto anche 18 battaglioni. Verso le nove del mattino, Montrichard rovesciò alcuni avamposti austriaci in scioltezza ma, appena i suoi uomini raggiunsero la sommità dell'altopiano, furono accolti dal fuoco dei cannoni, armati con bombe a grappolo, e respinti verso le foreste circostanti. Lecourbe tentò di neutralizzare la batteria nemica allestendo una postazione di 18 cannoni e mandando la propria cavalleria a catturare l'artiglieria austriaca, ma l'iniziativa non ebbe successo. Anche Lorge incappò nell'artiglieria austriaca dopo aver cercato di farsi largo a Hendorf: il fuoco della batteria imperiale, che colpiva i suoi uomini con proiettili a grappolo, li respinse. Incoraggiato dal successo, Kray pensò di passare all'offensiva ed inviò un gruppo di 12 battaglioni a Wondorf incontro alle forze francesi, per liberare la strada alle truppe dell'arciduca Ferdinando. Gli austriaci incrociarono gli uomini di Lorge ad Heudorf, mentre questi avanzavano nuovamente verso l'altopiano. Il combattimento fu aspro, ma alla fine prevalsero i repubblicani. A questo punto dello scontro, le forze di Vandamme sbucarono dalla foresta di Walpertsweifer, con Molitor diretto verso Messkirch, divenuta la retroguardia degli austriaci, nel frattempo avanzati sino a Krumbach.  Gli austriaci si difesero accanitamente, attaccando i repubblicani alla baionetta e mantenendo il possesso della cittadina, fino a che Lecourbe non inviò Montrichard a sostenere gli sforzi di Molitor, che riuscì ad incalzare i nemici ripetutamente e a raggiungere il collega sul lato opposto della cittadina.

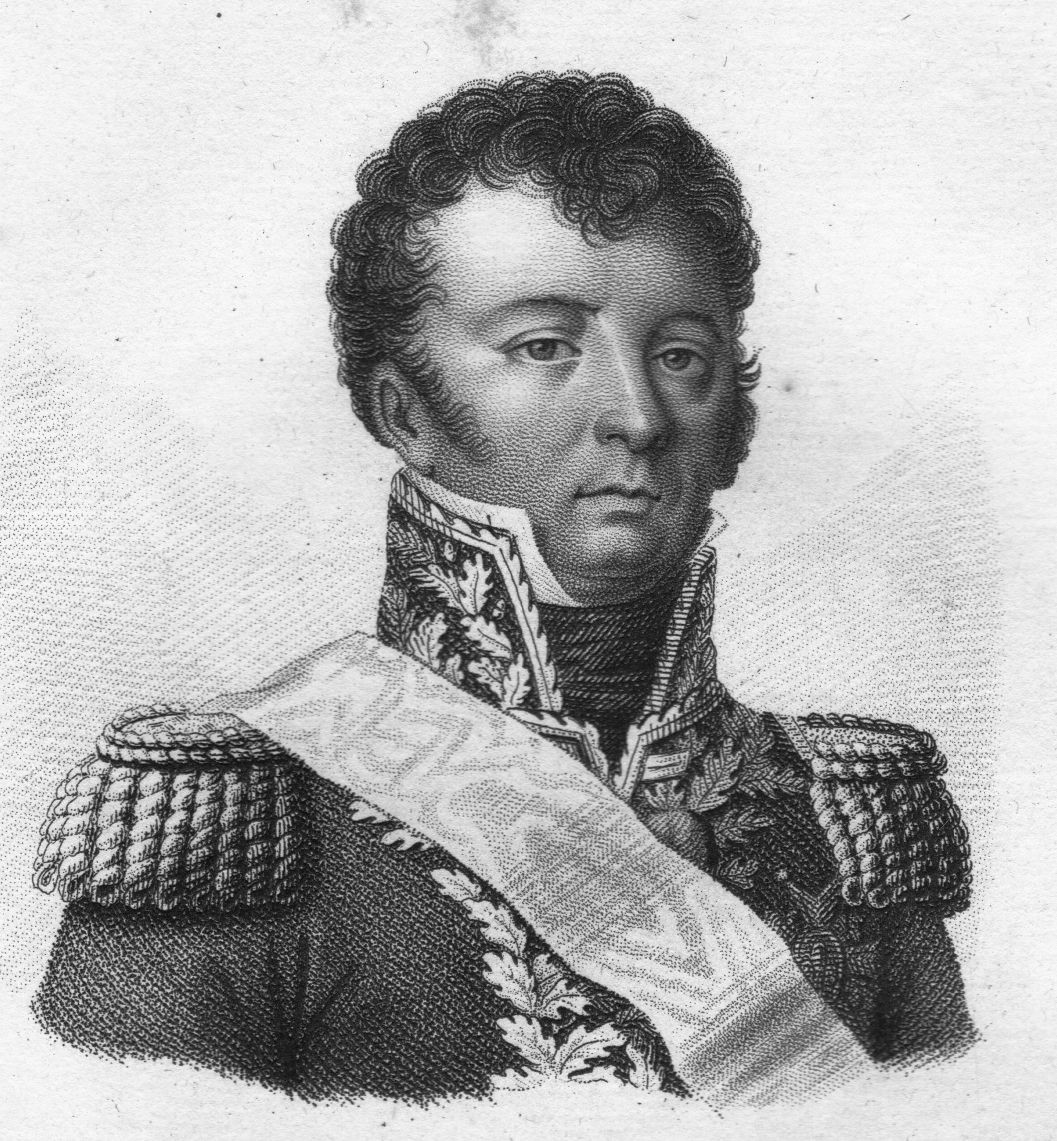
Il generale Vandamme

Kray, notando uno spiraglio tra le forze di Vandamme e quelle di Lorge, vi si gettò con la sua riserva, supportato anche dai bavaresi ad Altheim: le forze di Lorge furono surclassate e respinte sino al torrente Ablach, mentre le forze dell'arciduca Ferdinando si preparavano a congiungersi con quelle di Kray. Moreau, giunto sul posto con le riserve, notò la pericolosa condizione delle truppe di Lorge. Sia il comandante francese sia quello austriaco fecero il possibile per ottenere un vantaggio sull'altro: a muoversi per primo fu Moreau, che inviò la divisione di Delmas a supporto di Lorge, poi fu Kray ad inviare l'arciduca Ferdinando a bloccare Delmas, che infatti venne respinto. Vedendo l'avanzata di Delmas arrestarsi, Moreau lanciò il corpo di Bastoul in avanti, ordinando di caricare gli uomini dell'arciduca, riportando la situazione in parità. La risposta di Kray non si fece attendere: attaccò personalmente il corpo di Bastoul sul torrente alle spalle di Krumbach. Il combattimento proseguì in relativo equilibrio fino a che Moreau non intervenne con la divisione di Richepanse. Kray, dovendo affrontare un nemico che godeva della superiorità numerica, decise di ritirare i suoi uomini a Rohrdorf e Buchheim. I francesi occuparono il campo di battaglia ed ivi bivaccarono.

## Conseguenze
La battaglia si concluse con la ritirata austriaca. Sul campo, le perdite furono più o meno equivalenti da entrambe le parti, con circa 6000 caduti in tutto. A questi si aggiunsero, nei giorni seguenti, 1500 prigionieri austriaci catturati da Ney, messosi ad inseguire i nemici in fuga.
Kray decise di frapporre il Danubio tra se e il nemico per ricostituire il proprio esercito: il 6 maggio attraversò il fiume a Mengen ed inglobò le divisioni di Kienmayer e Starray giunte in suo supporto. Kray convocò un tavolo di guerra e si consultò con i suoi generali per capire come procedere: fu consigliato lui di tentare di proteggere i magazzini di Biberach e di Memmingen, per poi tentare di congiungersi al principe di Reuss dietro al fiume Iller.

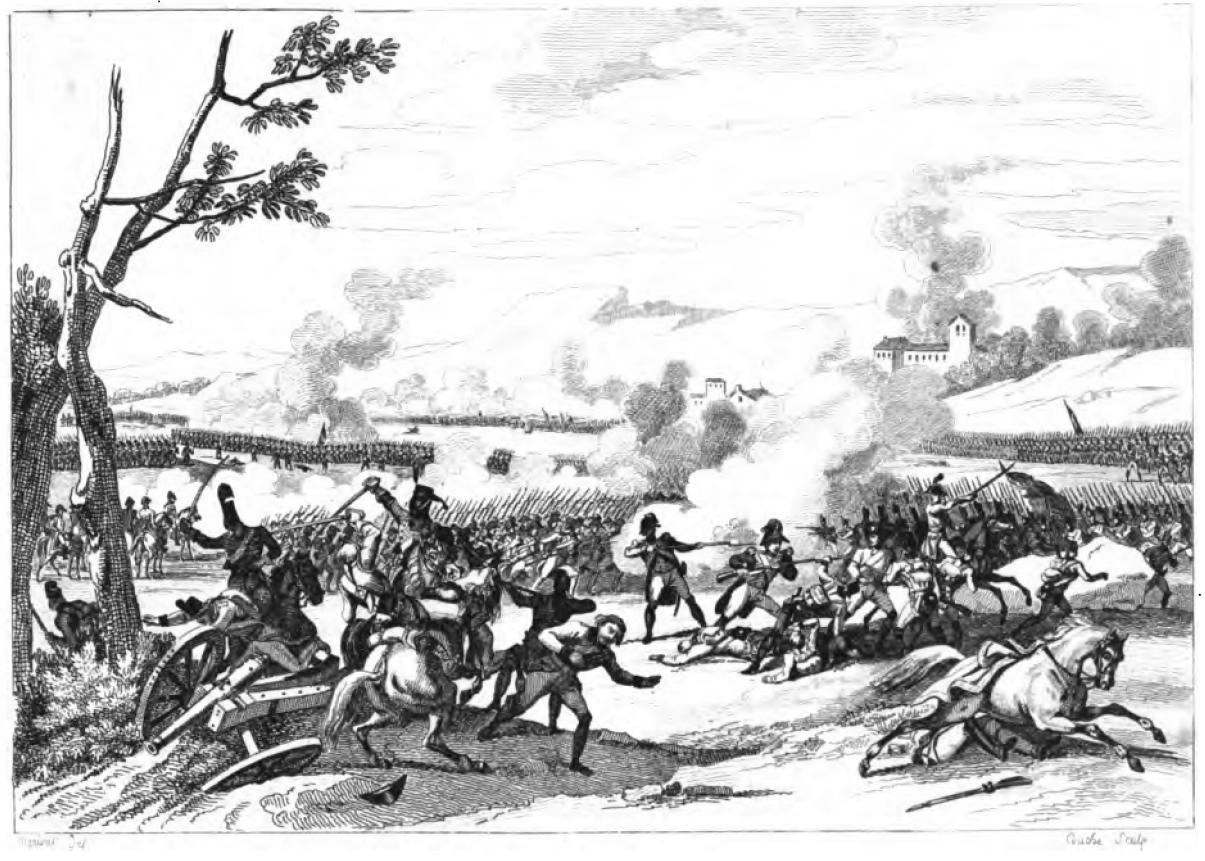
Battaglia di Biberach

I francesi, ottenuto possesso dei magazzini di Stockach e Messkirch, avevano acquisito sufficienti provviste da poter avanzare indisturbati per i due giorni successivi, complice l'abbandono delle forze di Kray. Il generale Saint-Cyr, individuò pochi giorni dopo una divisione dell'esercito austriaco nei pressi di Biberach. Li ingaggiò in combattimento e li sconfisse nuovamente. Si fermarono solo l'8 maggio per attendere l'arrivo di Saint Suzanne, finalmente ricongiuntosi con il resto dell'esercito.
I francesi di Saint-Cyr, il 9 maggio, individuarono un distaccamento delle forze di Kray a Biberach. Notando di essere in leggera superiorità numerica, il generale francese decise di attaccare immediatamente le forze austriache, prima che l'intero esercito nemico giungesse a difesa della posizione. La battaglia si risolse in una vittoria per i repubblicani.

## In memoria
La battaglia di Meßkirch costituì il sottofondo storico al quadro votivo esposto nella parrocchia di Rohrdorf a Meßkirch. Essa fu offerta dalla popolazione locale in ringraziamento alla Madonna perché il paese era stato risparmiato durante lo svolgimento della battaglia.
La battaglia di Meßkirch è ricordata sulla tavola commemorativa posta sull'Arco di Trionfo a Parigi con l'indicazione: MOESKIRCH